# Landas
Landas [lɑ̃da] est une commune française située dans le département du Nord, en région Hauts-de-France. Le nom jeté des habitants de Landas, le gentilé, est Landasiens.

## Géographie

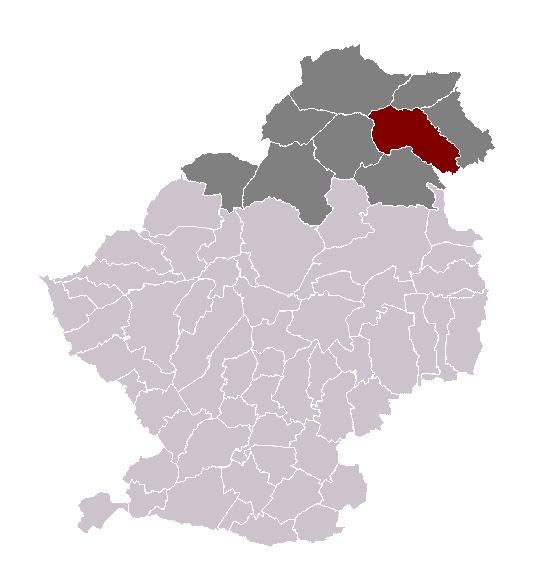
Landas dans son canton et son arrondissement

### Situation
Landas se situe dans le sud-est de la communauté de communes Pévèle Carembault, à 23 km au sud-est de Lille et à 21 km au nord-ouest de Valenciennes, Landas est une des communes du canton d'Orchies et de l'arrondissement de Douai.

### Communes limitrophes
| Nomain  | Aix-en-Pévèle   |                          |
| Orchies | Landas          | Saméon                   |
|         | Beuvry-la-Forêt | Rosult, Sars-et-Rosières |

### Hydrographie

#### Réseau hydrographique
La commune est située dans le bassin Artois-Picardie. Elle est drainée par le Courant de l'Hôpital, la Coquerie, la Rue Zlatin, le fossé des prés, le ruisseau d'Aix, le ruisseau de Blocquinie, le ruisseau des Aiguilles et divers autres petits cours d'eau,.
Le Courant de l'Hôpital, d'une longueur de 29 km, prend sa source dans la commune de Auchy-lez-Orchies et se jette  dans la Scarpe canalisée à Thun-Saint-Amand, après avoir traversé 13 communes. 

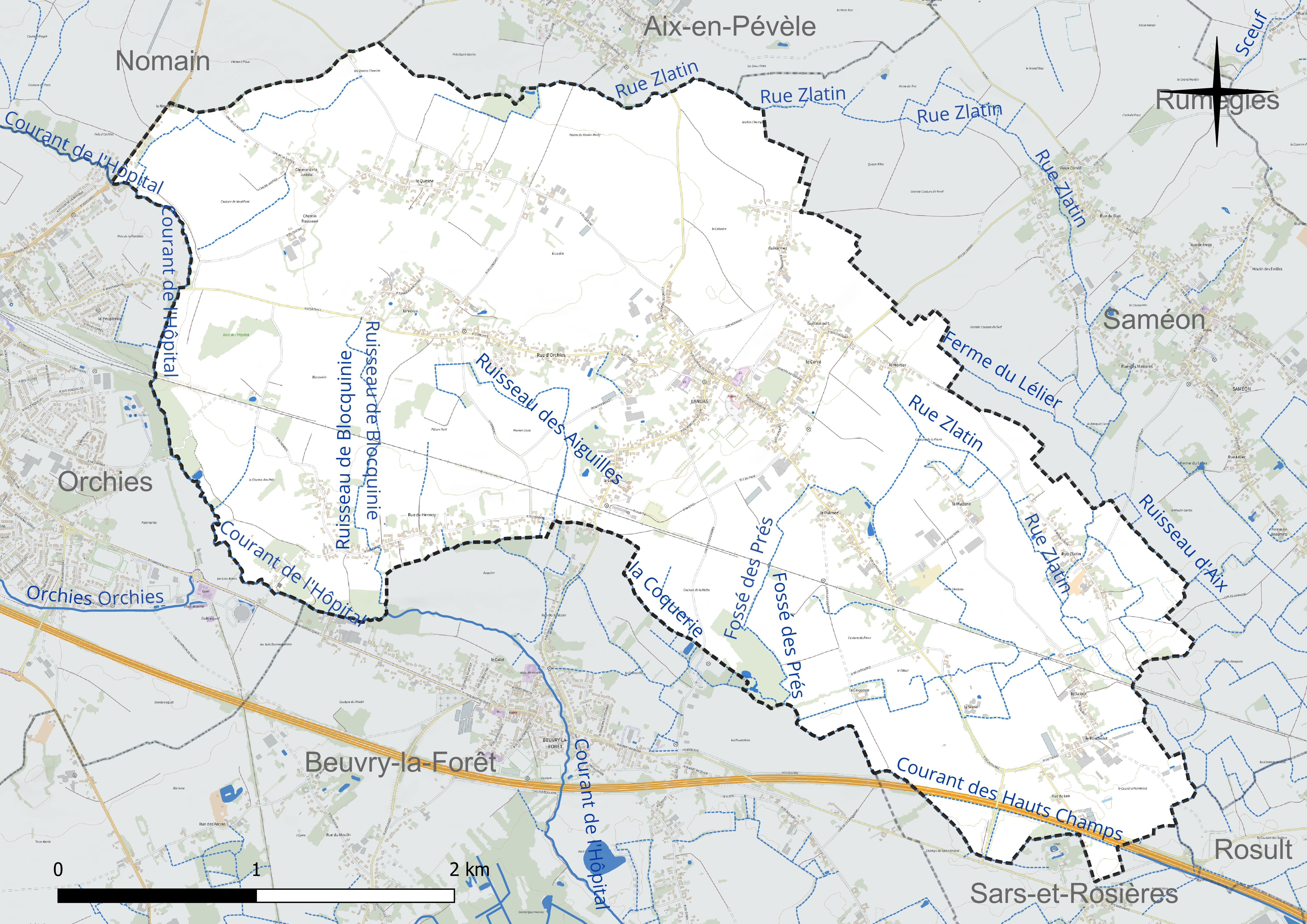
Réseau hydrographique de Landas.

#### Gestion et qualité des eaux
Le territoire communal est couvert par le schéma d'aménagement et de gestion des eaux (SAGE) « Scarpe aval ». Ce document de planification concerne un territoire de 624 km2 de superficie, délimité par le bassin versant de la Scarpe aval, comprenant la Pévèle, la plaine de la Scarpe et le bassin minier avec l'Ostrevent. Le périmètre a été arrêté le 18 mars 1997 et le SAGE proprement dit a été approuvé le 12 mars 2009, puis révisé le 5 juillet 2021. La structure porteuse de l'élaboration et de la mise en œuvre est le parc naturel régional Scarpe-Escaut. 
La qualité des cours d'eau peut être consultée sur un site dédié géré par les agences de l'eau et l'Agence française pour la biodiversité. 

### Climat
Pour des articles plus généraux, voir Climat des Hauts-de-France et Climat du Nord.
En 2010, le climat de la commune est de type climat océanique dégradé des plaines du Centre et du Nord, selon une étude du CNRS s'appuyant sur une série de données couvrant la période 1971-2000. En 2020, Météo-France publie une typologie des climats de la France métropolitaine dans laquelle la commune est exposée à un climat océanique et est dans la région climatique  Nord-est du bassin Parisien, caractérisée par un ensoleillement médiocre, une pluviométrie moyenne régulièrement répartie au cours de l'année et un hiver froid (3 °C). 
Pour la période 1971-2000, la température annuelle moyenne est de 10,6 °C, avec une amplitude thermique annuelle de 14,6 °C. Le cumul annuel moyen de précipitations est de 688 mm, avec 11,8 jours de précipitations en janvier et 9,3 jours en juillet. Pour la période 1991-2020, la température moyenne annuelle observée sur la station météorologique la plus proche, située sur la commune de Cappelle-en-Pévèle à 10 km à vol d'oiseau, est de 11,1 °C et le cumul annuel moyen de précipitations est de 736,6 mm,. Pour l'avenir, les paramètres climatiques de la commune estimés pour 2050 selon différents scénarios d'émission de gaz à effet de serre sont consultables sur un site dédié publié par Météo-France en novembre 2022.

## Urbanisme

### Typologie
Au 1er janvier 2024, Landas est catégorisée bourg rural, selon la nouvelle grille communale de densité à sept niveaux définie par l'Insee en 2022.
Elle appartient à l'unité urbaine d'Orchies, une agglomération intra-départementale regroupant cinq  communes, dont elle est une commune de la banlieue,,. Par ailleurs la commune fait partie de l'aire d'attraction de Lille (partie française), dont elle est une commune de la couronne,. Cette aire, qui regroupe 201 communes, est catégorisée dans les aires de 700 000 habitants ou plus (hors Paris),.

### Occupation des sols
L'occupation des sols de la commune, telle qu'elle ressort de la base de données européenne d'occupation biophysique des sols Corine Land Cover (CLC), est marquée par l'importance des territoires agricoles (87,2 % en 2018), en diminution par rapport à 1990 (91,5 %). La répartition détaillée en 2018 est la suivante : 
terres arables (75,5 %), zones urbanisées (12,8 %), zones agricoles hétérogènes (11,7 %). L'évolution de l'occupation des sols de la commune et de ses infrastructures peut être observée sur les différentes représentations cartographiques du territoire : la carte de Cassini (XVIIIe siècle), la carte d'état-major (1820-1866) et les cartes ou photos aériennes de l'IGN pour la période actuelle (1950 à aujourd'hui).

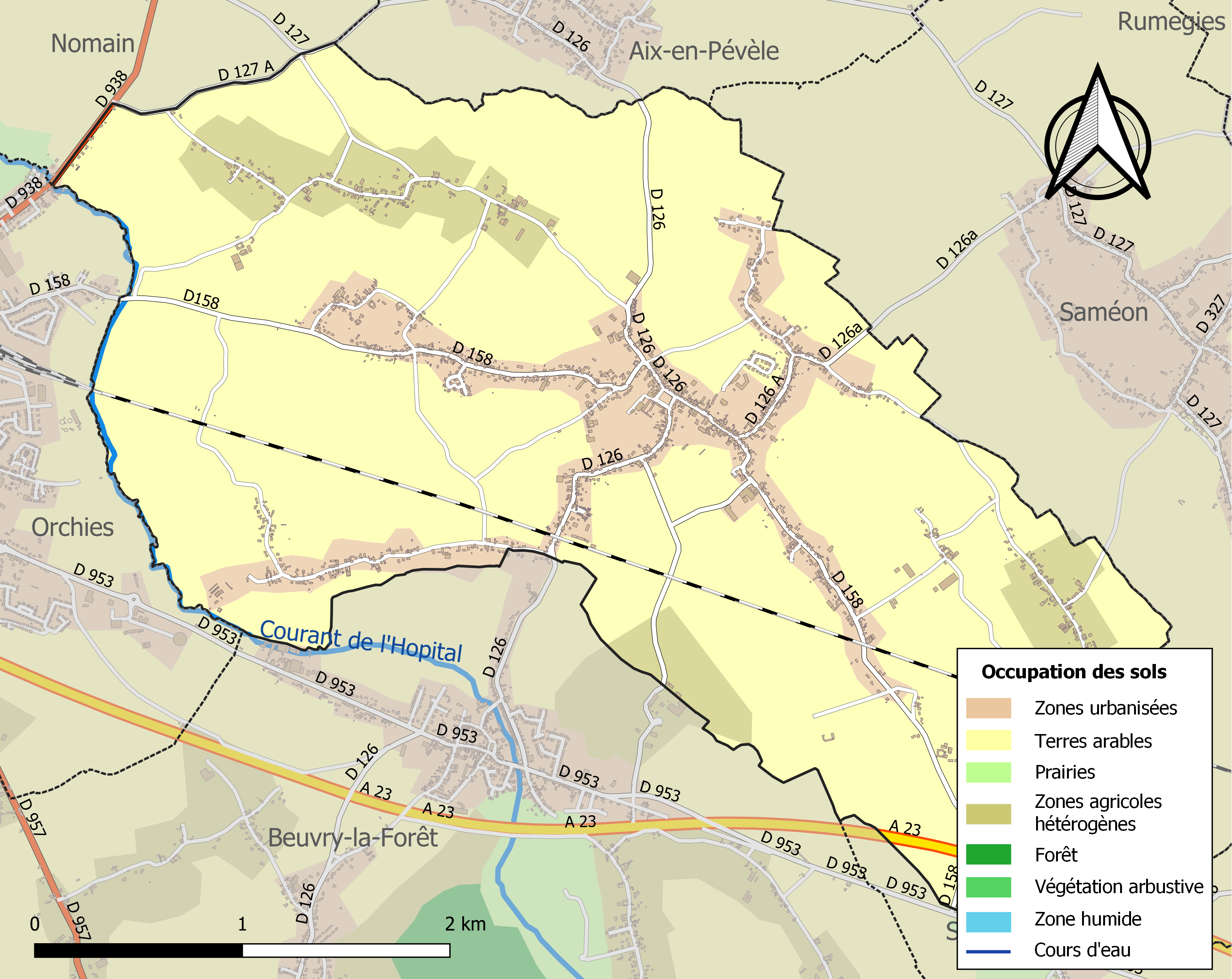
Carte des infrastructures et de l'occupation des sols de la commune en 2018 (CLC).

## Toponymie
Landast en flamand.

## Transports
Landas est desservie par le réseau départemental de bus Arc-en-Ciel 2. La ligne 234 (Orchies > Saméon) dessert la commune aux arrêts Gare, Place Verte, Eglise et Delommez. Cependant, des bus scolaires assurant principalement des liaisons de et vers le Collège du Pévèle (Orchies), l'Institut de Genech ou le lycée Charlotte Perriand (Genech).
Landas est équipée d'une gare SNCF située dans le sud de la commune, sur la D126. Commune à Landas et à la ville voisine de Beuvry-la-Forêt, c'est une halte ferroviaire sur la ligne de Fives à Hirson. Elle est desservie par des TER Hauts-de-France.

## Histoire
Si Landas est de nos jours une petite cité, elle n'en a pas moins été le siège d'une seigneurie tenue d'une famille de Landas qui remontait jusqu'au IXe siècle, selon la généalogie dressée par le comte Paul Armand du Chastel de La Howarderie.
En 1202, Gilles de Landas participe à la troisième croisade. Son nom figure dans la deuxième salle des croisades du château de Versailles.
La terre de Landas a été érigée en baronnie par Philippe le Bel par lettres données à Poissy et  datées de janvier 1314 (vieux style : 1313).
Nota : Il existait toutefois un lieu-dit autrefois "Landas", terre dépendant probablement de leur seigneurie, visible sur les cartes de Cassini, situé à peine à 1 km au sud du centre de l'actuel Gruson (voir sur le satellite Google), entre Lille et Tournai.
« Landas » est aussi devenu le cri de guerre de la famille noble de Bailliencourt, originaire de Baillescourt près de Douai, (Artois).[réf. souhaitée]

## Politique et administration

### Tendances politiques et résultats
Lors du premier tour des élections municipales le 15 mars 2020, dix-neuf sièges sont à pourvoir ; on dénombre 2 051 inscrits, dont 1 205 votants (58,75 %), 12 votes blancs (1 %) et 1 180 suffrages exprimés (97,93 %). La liste Landas'venir menée par Jean-Louis Dauchy, conseiller municipal depuis 1995, recueille 630 voix (53,39 %) tandis que la liste Ensemble, poursuivons notre élan ! menée par le maire sortant Jean-Paul Francke recueille 550 voix (46,61 %),.

### Liste des maires
| Période                                  | Période              | Identité          | Étiquette | Qualité                                                           |
| ---------------------------------------- | -------------------- | ----------------- | --------- | ----------------------------------------------------------------- |
| Les données manquantes sont à compléter. |                      |                   |           |                                                                   |
| 1802                                     | 1807                 | Dupire,           |           |                                                                   |
|                                          |                      |                   |           |                                                                   |
| ca. 1958                                 |                      | Benoît Richez     |           | Ancien résistant                                                  |
| mars 1965                                | janvier 1989 (décès) | Géry Deffontaines | DVD       | Médecin Conseiller général d'Orchies (1972 → 1989)                |
| mars 1989                                | 2003 (démission)     | Paul Dauchy       | SE        |                                                                   |
| 2003                                     | mars 2014            | Camille Mollet    | SE        |                                                                   |
| 29 mars 2014                             | 26 mai 2020          | Jean-Paul Francke | DVG       | Doyen honoraire de la faculté de médecine de Lille                |
| 26 mai 2020                              | En cours             | Jean-Louis Dauchy | DVD       | Ingénieur 12e vice-président de la CC Pévèle Carembault (2020 → ) |

## Population et société

### Démographie

#### Évolution démographique
L'évolution du nombre d'habitants est connue à travers les recensements de la population effectués dans la commune depuis 1793. Pour les communes de moins de 10 000 habitants, une enquête de recensement portant sur toute la population est réalisée tous les cinq ans, les populations de référence des années intermédiaires étant quant à elles estimées par interpolation ou extrapolation. Pour la commune, le premier recensement exhaustif entrant dans le cadre du nouveau dispositif a été réalisé en 2008.

En 2022, la commune comptait 2 482 habitants, en évolution de +3,33 % par rapport à 2016 (Nord : +0,51 %, France hors Mayotte : +2,11 %).
| 1793  | 1800  | 1806  | 1821  | 1831  | 1836  | 1841  | 1846  | 1851  |
| ----- | ----- | ----- | ----- | ----- | ----- | ----- | ----- | ----- |
| 1 948 | 1 723 | 2 089 | 2 167 | 2 368 | 2 405 | 2 360 | 2 378 | 2 346 |

| 1856  | 1861  | 1866  | 1872  | 1876  | 1881  | 1886  | 1891  | 1896  |
| ----- | ----- | ----- | ----- | ----- | ----- | ----- | ----- | ----- |
| 2 302 | 2 271 | 2 331 | 2 253 | 2 160 | 2 162 | 2 187 | 2 063 | 2 078 |

| 1901  | 1906  | 1911  | 1921  | 1926  | 1931  | 1936  | 1946  | 1954  |
| ----- | ----- | ----- | ----- | ----- | ----- | ----- | ----- | ----- |
| 1 937 | 1 881 | 1 812 | 1 675 | 1 711 | 1 776 | 1 734 | 1 750 | 1 735 |

| 1962  | 1968  | 1975  | 1982  | 1990  | 1999  | 2006  | 2008  | 2013  |
| ----- | ----- | ----- | ----- | ----- | ----- | ----- | ----- | ----- |
| 1 765 | 1 706 | 1 838 | 2 006 | 2 038 | 2 261 | 2 331 | 2 351 | 2 394 |

| 2018  | 2022  | - | - | - | - | - | - | - |
| ----- | ----- | - | - | - | - | - | - | - |
| 2 395 | 2 482 | - | - | - | - | - | - | - |

#### Pyramide des âges
La population de la commune est relativement jeune.
En 2018, le taux de personnes d'un âge inférieur à 30 ans s'élève à 33,5 %, soit en dessous de la moyenne départementale (39,5 %). À l'inverse, le taux de personnes d'âge supérieur à 60 ans est de 24,7 % la même année, alors qu'il est de 22,5 % au niveau départemental.
En 2018, la commune comptait 1 172 hommes pour 1 223 femmes, soit un taux de 51,06 % de femmes, légèrement inférieur au taux départemental (51,77 %).
Les pyramides des âges de la commune et du département s'établissent comme suit.
| Hommes | Classe d’âge | Femmes |
| ------ | ------------ | ------ |
| 0,6    | 90 ou +      | 1,2    |
| 4,0    | 75-89 ans    | 6,0    |
| 18,6   | 60-74 ans    | 19,1   |
| 22,4   | 45-59 ans    | 21,6   |
| 19,4   | 30-44 ans    | 20,1   |
| 16,4   | 15-29 ans    | 15,5   |
| 18,7   | 0-14 ans     | 16,6   |

| Hommes | Classe d’âge | Femmes |
| ------ | ------------ | ------ |
| 0,5    | 90 ou +      | 1,4    |
| 5,3    | 75-89 ans    | 8,1    |
| 14,8   | 60-74 ans    | 16,2   |
| 19,1   | 45-59 ans    | 18,4   |
| 19,5   | 30-44 ans    | 18,7   |
| 20,7   | 15-29 ans    | 19,1   |
| 20,2   | 0-14 ans     | 18     |

## Lieux et monuments
- Église Saint-Vaast. Mobilier intéressant : la chaire de vérité, le christ qui lui fait face, les boiseries du chœur et les fonts baptismaux.

Le grand orgue, œuvre du facteur d'orgue Paul Vandeville de Douai date de 1894, remanié par Georges Delmotte (1925-1992) en 1978, dépoussiéré et entretenu par Pierre Decourcelle en 2007, il comporte 14 jeux sur 2 claviers et pédalier.
Le clocher de l'église abrite 2 cloches dont l'une fait partie des plus vieilles de France, datant de 1285.

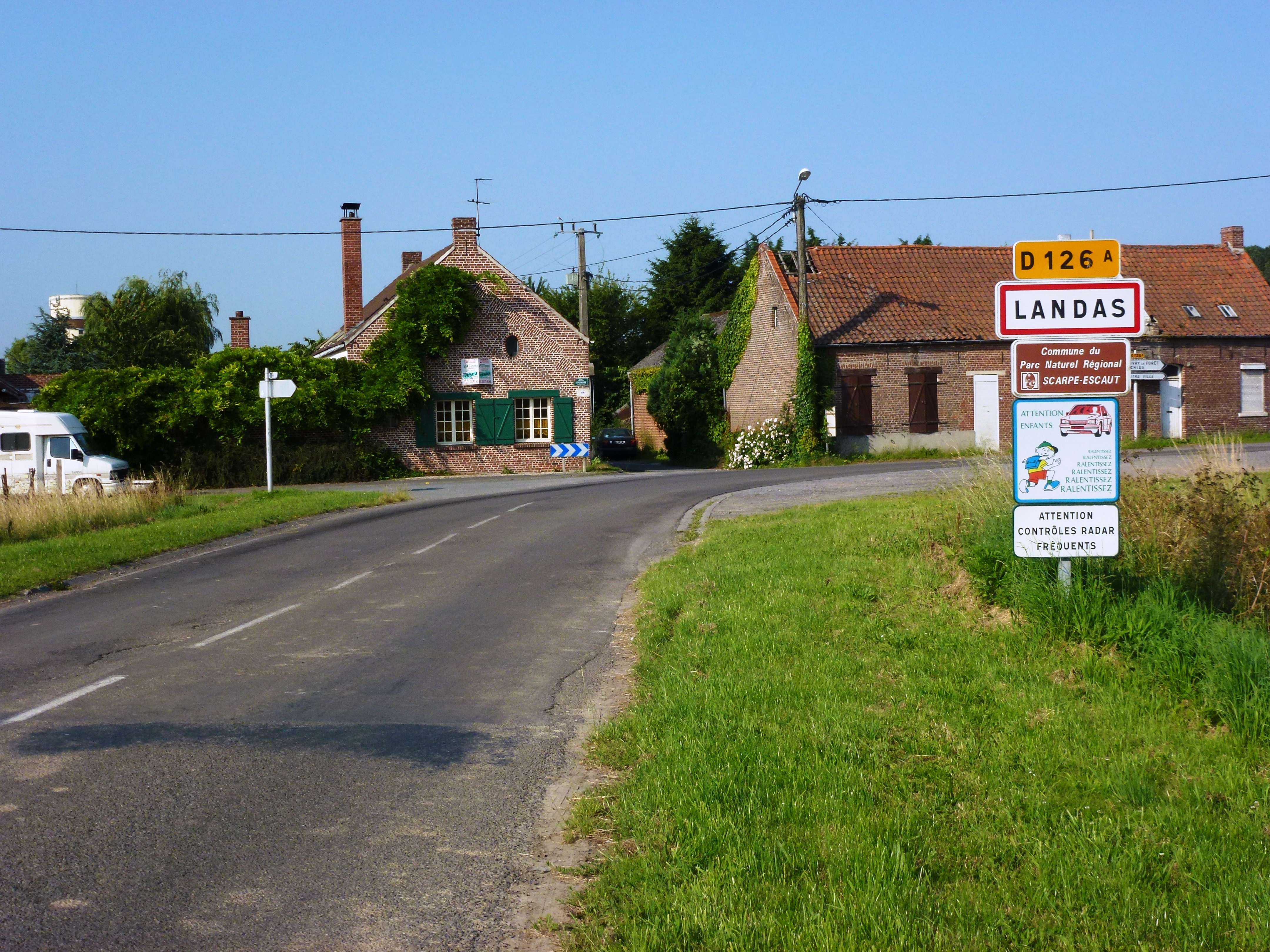
Entrée de Landas.
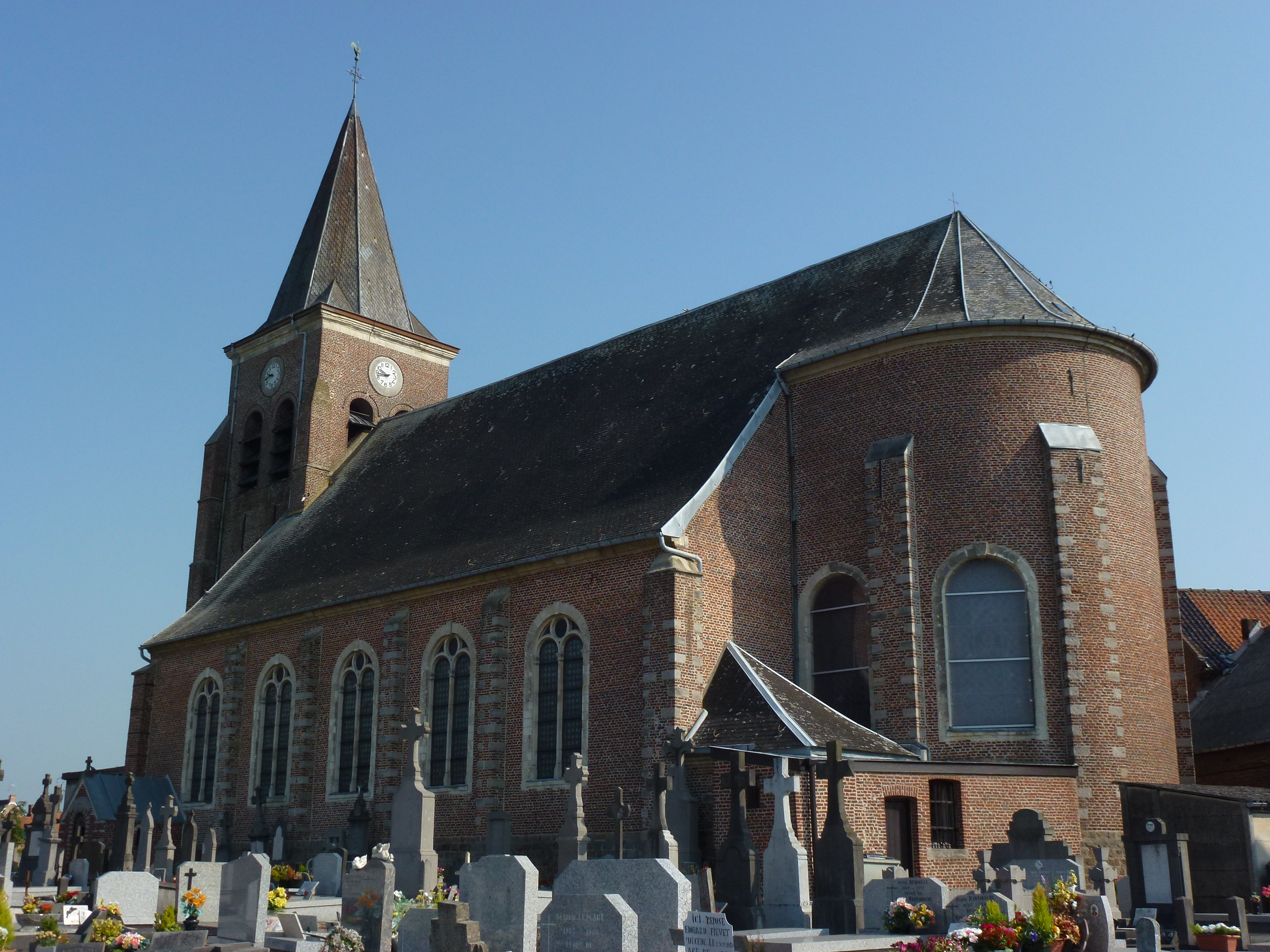
L'église St Vaast.
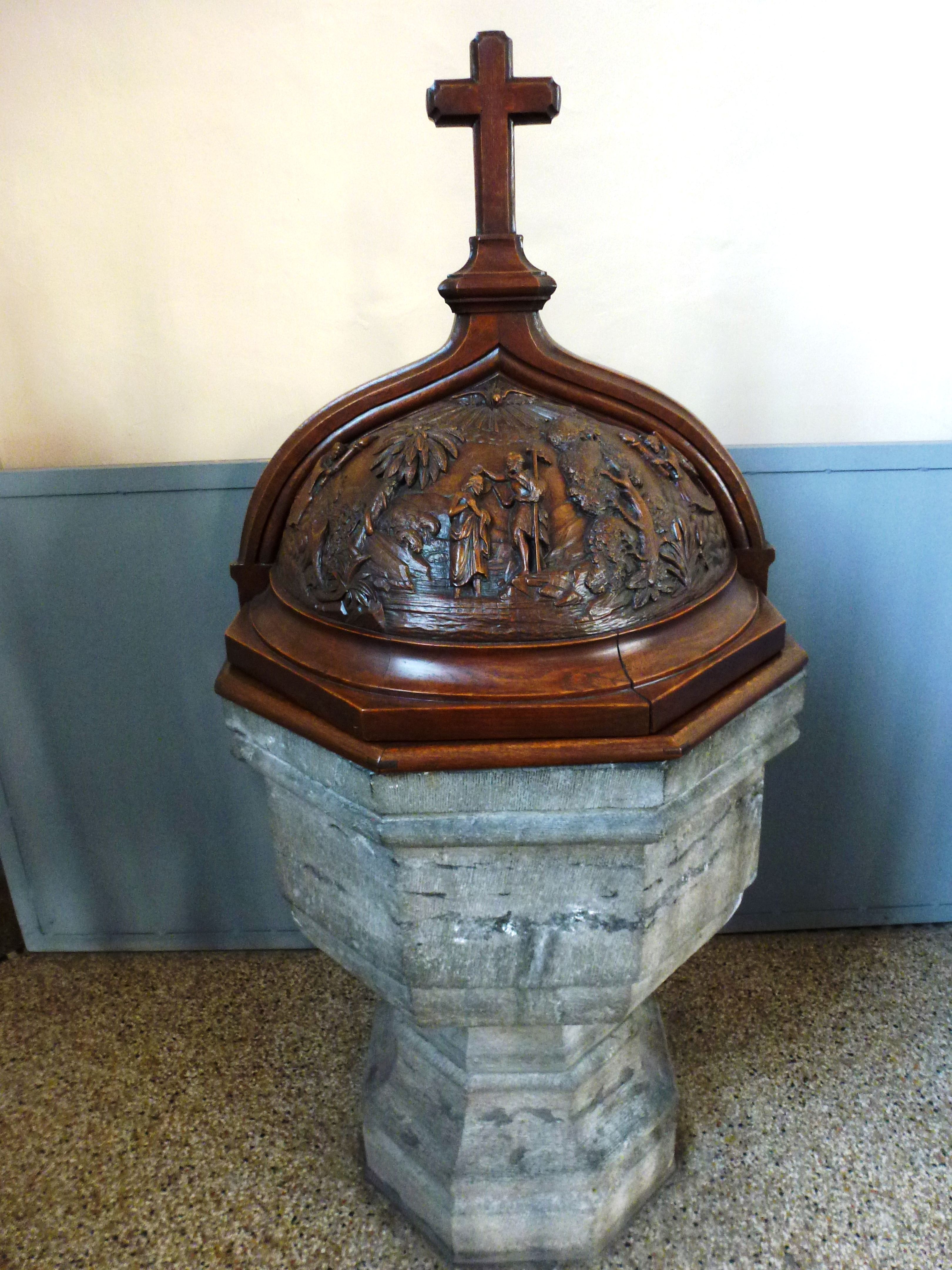
Les fonts baptismaux.
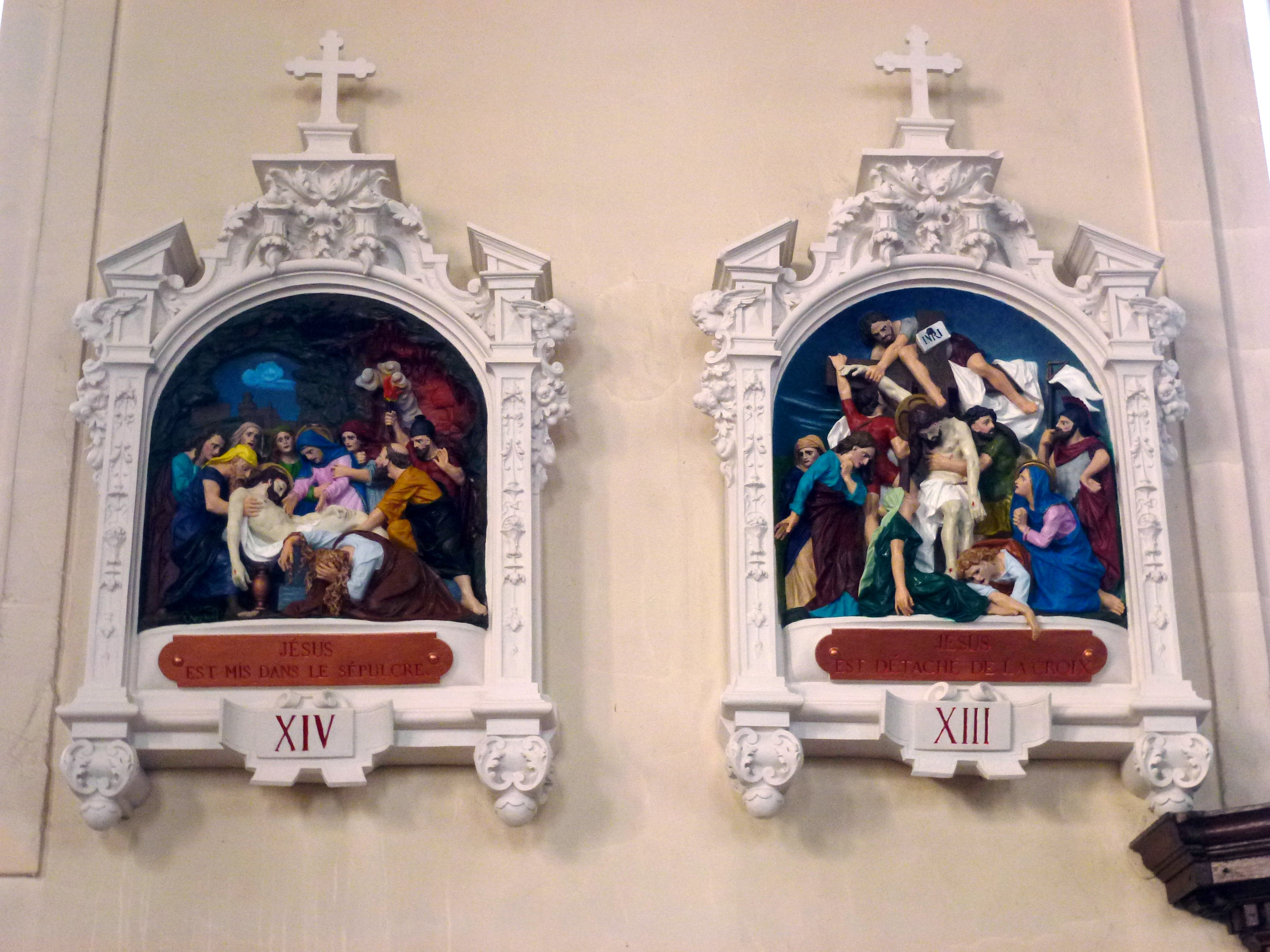
Chemin de Croix, stations 13 et 14.
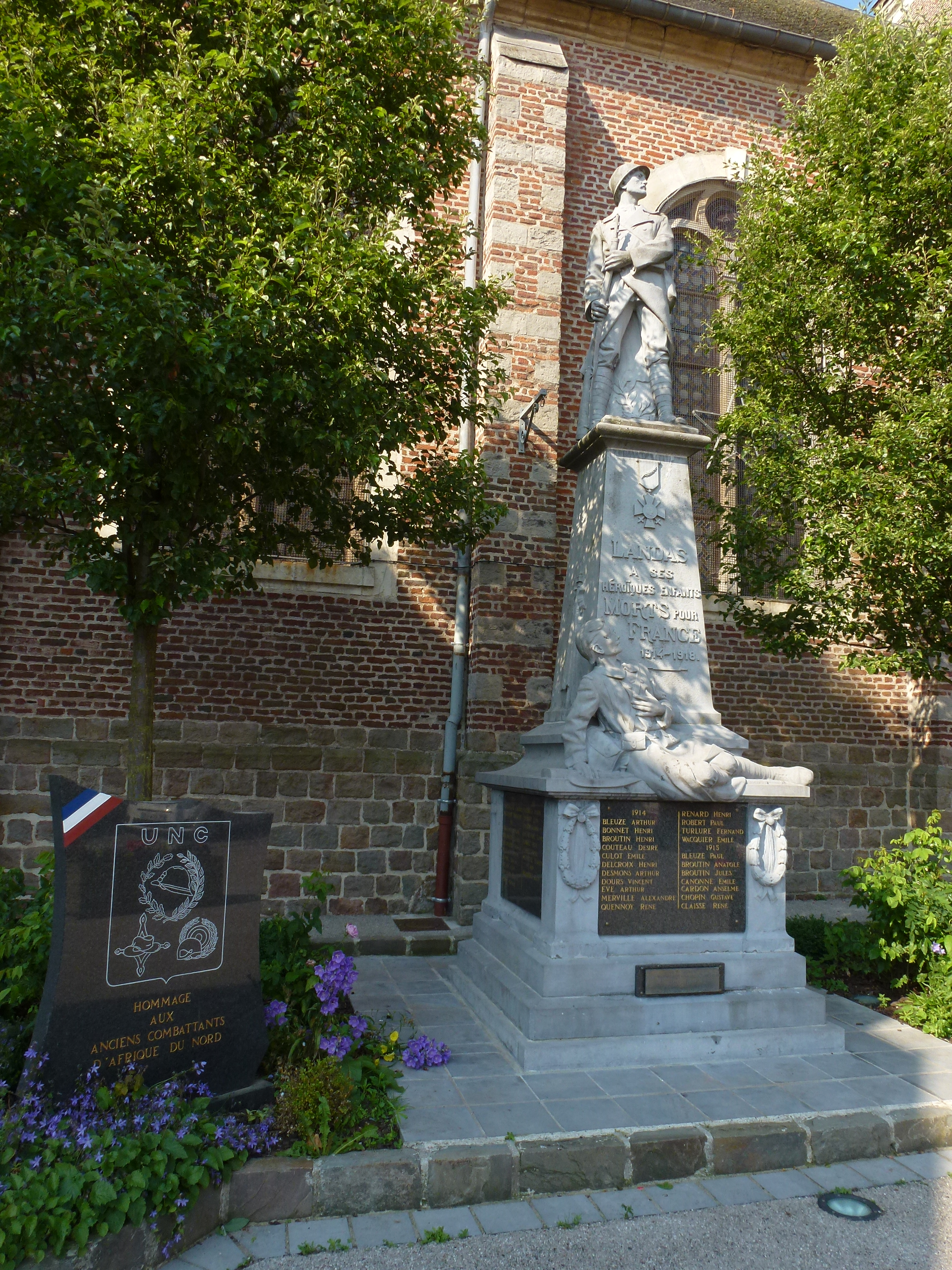
Le monument aux morts.
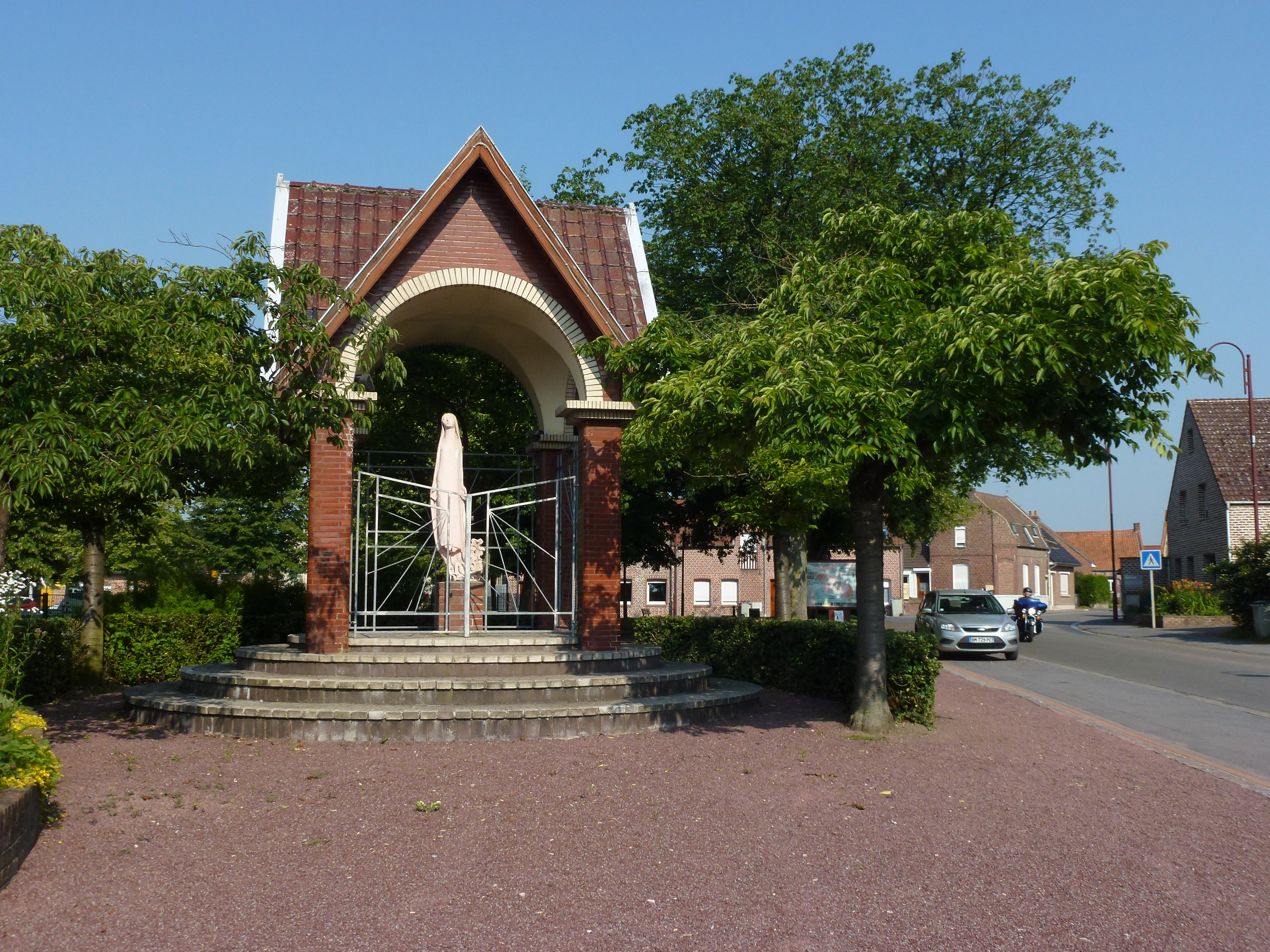
L'oratoire de la Vierge.

## Personnalités liées à la commune
- Martin François Dupont[43], né à Landas le 16 février 1750, mort à Cambrai le 13 mai 1809, député du clergé aux Etats-Généraux de 1789.
- Miron Zlatin directeur de la maison d'Enfants d'Izieu et son épouse Sabine Zlatin
- Benoît Richez, résistant, déporté, ancien maire de la commune

### Folklore
Landas a pour géants Amaury et Marguerite.

### Héraldique
| Blason de Landas | Blason  | Parti émanché d'argent et de gueules de dix pièces. |
| Blason de Landas | Détails | Blason utilisé par la commune.                      |